# Papaipema unimoda
Papaipema unimoda är en fjärilsart som beskrevs av Smith 1894. Papaipema unimoda ingår i släktet Papaipema och familjen nattflyn. Inga underarter finns listade i Catalogue of Life.